# Барбара Прави
Барбара Пјевић (фр. Barbara Piévic; Париз, 10. април 1993), позната под уметничким именом Барбара Прави (фр. Barbara Pravi), је француска певачица, текстописац, композиторка и глумица српског порекла.
Изабрана је за представницу Француске на Песми Евровизије 2021. са песмом Voilà (Ево ме) коју је она компоновала, и са којом је заузела друго место са укупно 499 поена.

## Биографија
Барбара Пјевић је рођена 10. априла 1993. у Паризу у породици уметника и музичара. Њена мајка је иранског порекла, а деда са очеве стране је Србин од кога је наследила презиме Пјевић. Она се представља уметничким именом Барбара Прави које је изабрала на основу српске речи прави (у значењу оригинална, аутентична, права).
Барбара је написала песме за многе познате певаче као што су Јаник Ноа, Шимен Бади, Жули Зенати, Џејден Смит и други. Такође, компоновала је и песму Bim bam toi од Карле која је освојила високо пето место на Дечјој песми Евровизије 2019, и J'imagine (Замишљам) од Валентине која је победила на Дечјој песми Евровизије 2020.
На националном избору Eurovision France, c'est vous qui décidez! је освојила највећи број бодова и од стране публике и од стране жирија и тако убедљиво победила са песмом Voilà (Ево ме) чиме је постала и представница Француске на Песми Евровизије 2021.
На Песми Евровизије 2021. заузела је друго место са 499 поена, одмах иза Италије, и тиме остварила најбољи резултат Француске на Песми Евровизије још од 1991. године.
Након такмичења објавила је албум On N’enferme Pas Les Oiseaux који је ушао у топ 10 албума на SNEP листи по његовом изласку те недеље, 27. августа.

## Обавезе
Барбара Прави је веома укључена у борбу против насиља над женама и снажно је посвећена женским правима.

## Дискографија

### Албуми
- On N’enferme Pas Les Oiseaux  (2021)

### ЕП
- Barbara Pravi (2018)
- Reviens pour l'hiver (2020)
- Les prières (2021)

### Синглови
- On m'appelle Heidi (2016)
- Pas grandir (2017)
- You Are the Reason (дует верзија на француском језику; са Калумом Скотом; 2018)
- Le Malamour (2019)
- Reviens pour l'hiver (2020)
- Personne d'autre que moi (2020)
- Chair (2020)
- Voilà (2020)